# 6101-es mellékút (Magyarország)
A 6101-es számú mellékút egy bő három kilométer hosszú, négy számjegyű mellékút Zala vármegyében, Nagykanizsa belterületén. Korábban a 61-es főút része volt, de miután annak elkészült a várost keletről elkerülő szakasza, négy számjegyű mellékúttá sorolták vissza.

## Nyomvonala
A 61-es főútból ágazik ki, annak 190+900-as kilométerszelvényénél, Nagykanizsa Sánc városrészének keleti szélén, nyugat felé. Alig 300 méter után kiágazik belőle a 61 601-es út: ez régebben a 61-es azon szakasza volt, amely még szintben keresztezte a MÁV 30-as számú Budapest–Murakeresztúr-vasútvonalát. Innentől 6101-es követi a régi 61-es útvonalát, Sánc nyugati széléig (a 61-es által is érintett Kaposvárra utalva, mivel erre közelíthető meg legkönnyebben) Kaposvári utca, onnan tovább, a Thury városrész és Katonarét határvidékén Teleki utca néven. 1,8 kilométer után elér egy körforgalmat, ahol északnak indul, és a Hevesi Sándor utca nevet veszi fel. Két további körforgalmú csomóponton halad még keresztül, végül beletorkollik a 7-es főútba, annak 206+300-as kilométerszelvényénél.
Teljes hossza, az országos közutak térképes nyilvántartását szolgáló kira.gov.hu adatbázisa szerint 3,400 kilométer.